# 向陽名樹
向陽名樹，位於臺灣臺東縣海端鄉，坐落在海拔3,300公尺的嘉明湖國家步道上，為步道上最具代表性的樹木景觀，向陽名樹樹種為玉山圓柏。

## 樹狀
向陽名樹屬於玉山圓柏，為臺灣海拔分布最高的樹種，屬於柏科植物，葉片呈現常3到5毫米、寬1毫米的針刺狀，通常為雌雄異株，但也有少部分出現過雌雄同株的狀況，向陽名樹胸徑約40公分，依玉山圓柏樹徑1公分平均要長22.4年推算，向陽名樹樹齡約7、800年。
在過往海端鄉霧鹿國民小學舉辦嘉明湖畢業典禮時，途經向陽名樹，都會稱該樹為「千歲爺爺」，並拍照留念，使向陽名樹一般多認為它是雄株，2021年5月從事樹木研究的Facebook粉絲專頁「植業病」研究者前往現勘向陽名樹的實際性別，發現向陽名樹擁有玉山圓柏雌株才有的大孢子囊穗特徵，因此確認向陽名樹為雌株，而非雄株。

## 保護狀況
2014年2月受寒流來襲影響，向陽名樹所在的嘉明湖國家步道連續降雪，造成樹木右邊主要樹幹疑似被積雪壓斷，嘉明湖國家步道主管的林務局臺東林區管理處獲報後，計畫於雪勢緩和派員前往勘查樹木受傷狀況，而部分山友也認為，右枝幹會斷裂是長期有山友與名樹合照時，坐在右枝幹上，經年累月下疲勞才造成斷裂，加上山友過度踩踏名樹周邊土讓，使土壤流失，加速名樹的老化現象。
2020年7月臺東縣永安國民小學於嘉明湖國家步道辦理面山教育山海走讀活動時，由帶隊主任、老師與11位學生利用繩索將樹木周邊3公尺圍繞形成護欄，並協助翻動樹木旁的表土，以祈樹木生長條件能保持並恢復。